# Alzira (ópera)
Alzira es una ópera en un prólogo y dos actos compuesta por Giuseppe Verdi con un libreto en italiano creado por Salvatore Cammarano, basada en la obra de teatro Alzire, ou les Américains de Voltaire. La primera representación tuvo lugar en el Teatro San Carlo de Nápoles el 12 de agosto de 1845. El primer montaje de la ópera no tuvo demasiado éxito, y solo tuvo cuatro funciones más aparte del estreno, siendo la última el 21 de agosto.

Esta ópera se representa muy poco; en las estadísticas de Operabase aparece con sólo una representación en el período 2005-2010.
"Una versión de Alzira fue estrenada con éxito en el Gran Teatro Nacional de Lima fue elegida como “Mejor Nueva Producción Latinoamericana” por la Asociación de Teatros, Festivales y Temporadas Estables de Ópera en España, entidad que entregará al Ministerio de Cultura de Perú el premio Ópera XXI durante una ceremonia oficial programada para el jueves 12 de marzo de 2020 en el Gran Teatre del Liceu de Barcelona."
La versión en video de la representación hecha en Lima en el 2018, se encuentra en http://www.cultura24.tv/videoteca/alzira-de-giuseppe-verdi-temporada-de-opera-2018/

## Grabaciones
- Orfeo C 05 7832: Ileana Cotrubas, Francisco Araiza, Renato Bruson, Donald George, Daniel Bonilla, Sofia Lis, Alexandru Ionita, Jan-Hendrik Rootering; Bavarian Radio Chorus; Orquesta Sinfónica de la Radio de Baviera; Lamberto Gardelli, director.
- Philips 464 628-2: Marina Mescheriakova, Ramón Vargas, Paolo Gavanelli, Slobodan Stankovic, Wolfgang Barta, Jana Iliev, Jovo Reljin, Torsten Kerl; Chorus of the Grand Théâtre of Geneva; L'Orchestre de la Suisse Romande; Fabio Luisi, director[3]